# Andrew Martin (szachista)
Andrew David Martin (ur. 18 maja 1957 w Londynie) – angielski szachista, trener szachowy (FIDE Senior Trainer od 2009), dziennikarz i autor książek o tematyce szachowej, mistrz międzynarodowy od 1984 roku.

## Kariera szachowa
W turniejach międzynarodowych zaczął uczestniczyć w połowie lat 70. XX wieku. W 1981 roku podzielił III miejsce (za Draganem Barlovem i Slobodanem Martinoviciem, wspólnie z m.in. Miso Cebalo) w otwartym turnieju w Caorle. W 1983 roku podzielił III miejsce (za Jonathanem Mestelem i Murrayem Chandlerem, wspólnie z m.in. Julianem Hodgsonem i Ianem Rogersem) w indywidualnych mistrzostwach Wielkiej Brytanii, rozegranych w Southport. W 1984 roku zwyciężył (wspólnie z m.in. Gyozo Forintosem) w Ramsgate oraz podzielił II miejsce (za Williamem Hartstonem, wspólnie z Danielem Kingiem i Anthonym Kostenem) w Londynie. W 1989 roku podzielił II miejsce (za Julianem Hodgsonem, wspólnie z Peterem Wellsem i Stuartem Conquestem) w Edynburgu, natomiast w 1992 roku zdobył medal indywidualnych mistrzostw Wielkiej Brytanii, dzieląc w Plymouth II-III miejsce za Julianem Hodgsonem, wspólnie z Jonathanem Mestelem. W 1996 roku podzielił III miejscem (za Christopherem Wardem i Nigelem Daviesem, wspólnie z Istvanem Csomem) w Wrexham. W 1997 roku podczas mistrzostw Wielkiej Brytanii w Brighton wypełnił pierwszą normę na tytuł arcymistrza.
Najwyższy ranking w karierze osiągnął 1 lipca 2001, z wynikiem 2449 punktów zajmował wówczas 30. miejsce wśród angielskich szachistów.
W lutym 2004 roku pobił w Crowthorne rekord świata w grze symultanicznej, rozgrywając w czasie 16 godzin i 48 minut symultanę przeciwko 321 przeciwnikom, wygrywając 294 partii, 26 remisując, a 1 przegrywając. Rekord ten został pobity w sierpniu 2005 r. przez Zsuzsę Polgár.
Znaczące sukcesy osiągnął również jako trener szachowy, do jego wychowanków należy m.in. 4 byłych mistrzów świata juniorów oraz wielu mistrzów Wielkiej Brytanii juniorów.
Andrew Martin jest stałym współpracownikiem prestiżowego magazynu Chess, w którym prowadzi własną kolumnę. Poza tym jest autorem wielu książek oraz publikacji multimedialnych o tematyce szachowej (poświęconych przede wszystkim zagadnieniom debiutowym), był również komentatorem meczów i turniejów o mistrzostwo świata, jak również mistrzostw Wielkiej Brytanii.

## Publikacje
- Trends King's Indian Samisch, Trends Publications, Londyn 1990
- Trends Slav, Trends Publications, Londyn 1990
- Trends Queen's Gambit Accepted, Trends Publications, Londyn 1991
- Trends Scandinavian Defence, Trends Publications, Londyn 1991
- Trends in the Alekhine, Volume 2, Trends Publications, Londyn 1994
- Alekhine's Defence, Everyman Chess, Londyn 2001, ISBN 1-85744-253-9
- The essential center counter, Thinkers Press, Davenport 2004
- King's Indian battle plans, Thinkers Press, Davenport 2004
- The Hippopotamus rises: the re-emergence of a chess opening, Batsford, Londyn 2005
- Starting Out: The Sicilian Dragon, Everyman Chess, Londyn 2005, ISBN 1-85744-398-5